# US Open 2010/Quaddoppel
Das Quaddoppel (Rollstuhl) der US Open 2010 war Teil der Rollstuhltenniswettbewerbe in New York City vom 9. bis zum 12. September.
Titelverteidiger waren Nick Taylor und David Wagner.

## Ergebnisse
Zeichenerklärung
- Q = Qualifikant
- WC = Wildcard
- LL = Lucky Loser
- ITF = qualifiziert über ITF-Ranking
- ALT = alternate (Ersatz)
- PR = Protected Ranking
- SE = Special Exempt
- r = retired (Aufgabe)
- d = Disqualifikation
- w.o. = walkover
- [ ] = Match-Tie-Break

|  | Finale |                               |   |    |  |
|  |        |                               |   |    |  |
|  | 1      | Nick Taylor David Wagner      | 7 | 7  |  |
|  | 2      | Johan Andersson Peter Norfolk | 5 | 64 |  |
|  |        |                               |   |    |  |